# Загадай маленьку мрію 2
Загадай маленьку мрію 2 (англ. Dream a Little Dream 2) — американська комедія 1995 року.

## Сюжет
Боббі Келлер і Дінгер Голфілд отримують чарівні сонячні окуляри. Якщо надіти їх, то починають збуватися бажання. Чудодійні окуляри стають предметом полювання багатьох охочих дістати цю «чарівну паличку», що незабаром ставить під загрозу життя хлопців.

## У ролях
- Лу Бонакі — вартівник
- Роберт Костанцо — містер Маквей
- Корі Фельдман — Боббі Келлер
- Корі Хаїм — Дінгер Голфілд
- Вільям Джеймс Джонс — Кейсі
- Кен Лернер — Джеймс
- Робін Лайвлі — Рейчел Голфілд
- Том МакКлейстер — маленький Тім
- Майкл Ніколозі — Ханке
- Лорінг Пікерінг — Лестер
- Стейсі Буржуа — Лена Драго
- Девід Вайсман — Рой
- Девід Даймонд — Рой

в титрах не вказані
- Лео Россі — вуличний проповідник
- Денніс Майкл Тенні — радіо ді-джей